# Ribarev prsten
Ribarev prsten ili Papinski prsten (latinski: Anulus piscatoris) zlatni je ili pozlaćeni pečatnjak Pape, koji se od 13. stoljeća koristi kao pečat za potpisivanje dokumenata i privatnih pisama (kako bi se razlikovao od okruglog pečata s likom glava Petra i Pavla, koji Papa koristi za potpisivanje službenih dokumenata, poput apostolskih pisama i bula).
Ribarev prsten prikazuje svetog Petra kako baca mrežu, a oko te slike ugravirano je papino ime.
Pape do Benedikta XVI. u 21. stoljeću primale su Ribarev prsten od dekana Kardinalskog zbora tijekom svečane mise kojom je uveden pontifikat (koja se održava nekoliko dana nakon izbora novog pape). U skladu s promjenama koje je uveo Benedikt XVI., predaja prstena odvija se prije mise. Odmah nakon liturgije, Papa daje prsten Majstoru papinskih ceremonija kako bi se na njega ugraviralo odabrano ime. Ovaj prsten čuva Majstor Papinske komore, a duplikat se nalazi u Državnom tajništvu. Nakon graviranja, Papa prima prsten natrag.
Nakon papine smrti, Ribarev prsten se tradicionalno uništava. To se radi tako da se razbije tako da više ne može služiti kao pečat. Prsten se zatim može rastopiti. U slučaju prstena Benedikta XVI. u ostavci, prsten je uništen tako što su na slici Ribara načinjena dva duboka reza.
Ribarev prsten pape Franje nije bio zlatan, već pozlaćen, budući da je Papa odbio prihvatiti zlatni prsten.